# Michael Kitt
Michael F. Kitt (* 13. September 1914 in Mountbellew, County Galway; † 24. Dezember 1974 in Castleblakeney, County Galway) war ein irischer Politiker der Fianna Fáil, der von 1948 bis 1951 sowie erneut zwischen 1957 und seinem Tode 1974 Abgeordneter (Teachta Dála) des Dáil Éireann, des Unterhauses des Parlaments (Oireachtas) war. Er war zudem von 1970 bis 1973 Parlamentarischer Sekretär beim Minister für die Gaeltacht.

## Leben
Michael F. Kitt, der als Landwirt und Volksschullehrer tätig war, wurde bei der Wahl am 4. Februar 1948 für die Fianna Fáil im Wahlkreis Galway North mit 3742 Stimmen (16,04 Prozent) auf dem dritten Platz erstmals zum Abgeordneten (Teachta Dála) des Dáil Éireann gewählt, des Unterhauses des Parlaments (Oireachtas). Dieses Abgeordnetenmandat verlor er jedoch bei der darauf folgenden Wahl am 30. Mai 1951 als er mit 4120 Stimmen (18,09 Prozent) die Wiederwahl verpasste. Auch bei der Wahl am 14. Mai 1954 verpasste er im Wahlkreis Galway North mit 4619 Stimmen (19,73 Prozent) die Wiederwahl in den Dáil Éireann. Bei der Wahl am 5. März 1957 wurde er mit 5215 Stimmen (23,31 Prozent) und dem zweitbesten Ergebnis im Wahlkreis Galway North erneut in das Unterhaus gewählt. Nach der Auflösung des Wahlkreises Galway North kandidierte er bei der Wahl am 4. Oktober 1961 im Wahlkreis Galway East und wurde dort mit 5750 Stimmen (14,38 Prozent) und dem besten Ergebnis gewählt sowie bei der Wahl am 7. April 1965 mit 5458 Stimmen (13,09 Prozent) wiedergewählt, wobei er dieses Mal Drittplatzierter war. Nachdem auch der Wahlkreis Galway East aufgelöst worden war, wurde er bei der Wahl am 18. Juni 1969 im neu geschaffenen Wahlkreis Galway North East mit 5991 Stimmen (22,63 Prozent) und dem zweitbesten Ergebnis in diesem Wahlkreis gewählt. Zuletzt wurde er bei der Wahl am 28. Februar 1973 mit 5523 Stimmen (21,07 Prozent) auf dem dritten Platz in diesem Wahlkreis wiedergewählt und gehörte dem Dáil Éireann bis zu seinem Tode am 24. Dezember 1974 an.
In der Regierung Lynch II übernahm Kitt vom 9. Mai 1970 bis zum 5. Februar 1973 sowie zwischen dem 2. März und dem 14. März 1973 das Amt als Parlamentarischer Sekretär beim Minister für die Gaeltacht und war damit engster Mitarbeiter des Ministers für die Gaeltacht George Colley. Bei der nach seinem Tode notwendigen Nachwahl (By-election) im Wahlkreis Galway North East am 4. März 1975 wurde sein ältester Sohn Michael Paschal Kitt, der ebenfalls für die Fianna Fáil kandidierte, mit 14.479 Stimmen (52,8 Prozent) gewählt.
Sein ältester Sohn Michael Paschal Kitt (* 1950) war nicht nur langjähriger Abgeordneter und zwischen 2011 und 2016 als Leas-Cheann Comhairle stellvertretender Sprecher des Dáil Éireann, sondern auch Mitglied des Senats (Seanad Éireann) und zeitweise Staatsminister. Sein zweiter Sohn Thomas „Tom“ Kitt (* 1952) war von 1987 bis 2011 ebenfalls Abgeordneter des Dáil Éireann, mehrmals Staatsminister und zwischen 2004 und 2008 als Government Chief Whip Parlamentarischer Geschäftsführer der Regierungs-Fraktion der Fianna Fáil. Auch seine Tochter Áine Brady (* 1954) war zwischen 2007 und 2011 für die Fianna Fáil Abgeordnete des Unterhauses sowie zeitweise Staatsministerin, während ihr Ehemann Gerard „Gerry“ Brady (* 1948) von Februar bis November 1982 die Fianna Fáil im Unterhaus vertrat und sich in der Kommunalpolitik engagierte.